# Nesjön
Nesjön är varandra näraliggande sjöar i Bergs kommun i Härjedalen och ingår i Neans huvudavrinningsområde
- Nesjön (Storsjö socken, Härjedalen, 697278-132538), sjö i Bergs kommun, 62°49′27″N 12°22′58″Ö / 62.8241°N 12.3829°Ö (17,7 ha)
- Nesjön (Storsjö socken, Härjedalen, 697359-132455), sjö i Bergs kommun, 62°49′27″N 12°21′43″Ö / 62.8241°N 12.3619°Ö (1,26 km²)